# Trichomanes pacificum
Trichomanes pacificum là một loài dương xỉ trong họ Hymenophyllaceae. Loài này được Hedw. mô tả khoa học đầu tiên năm 1803.
Danh pháp khoa học của loài này chưa được làm sáng tỏ. 